# Coisa Mais Linda
Coisa Mais Linda (littéralement : La plus belle chose) est une série dramatique brésilienne créée par Giuliano Cedroni et Heather Roth. Elle est diffusée entre le 22 mars 2019 et le 19 juin 2020 sur Netflix.

## Synopsis
La série Coisa Mais Linda suit un groupe de femmes, venant de divers horizons et qui ont en commun leur volonté de sortir de la condition dans laquelle la société brésilienne de la fin des années 1950 les enferme. 
En 1959,  Maria Luiza Carone (Maria Casadevall), une riche femme de São Paulo déménage à Rio de Janeiro pour rejoindre son mari et ouvrir un restaurant avec lui. En arrivant sur place, elle se rend compte qu’il l’a abandonnée sans laisser de message et est parti avec tout l’argent qu’ils possédaient. 
Alors qu’elle est profondément désespérée, elle rencontre Adélia, puis Chico (Leandro Lima), un artiste incompris mais chanteur de talent. Grâce à lui elle va découvrir la Bossa Nova, musique émergente, et s’y consacrer pleinement, contre l’avis de son père qui menace de lui enlever son fils.
Dans cette nouvelle vie et ce nouveau défi elle sera accompagnée de trois femmes incroyables : Adélia (Pathy Dejesus), carioca de la favela, déterminée, elle se bat contre la racisme et voue sa vie au travail pour subvenir aux besoins de sa fille, Conceição (Sarah Vitória), et de sa jeune sœur, Ivone (Larissa Nunes). Elle est fiancée à Capitão (Ícaro Silva), musicien toujours en tournée ; Lígia (Fernanda Vasconcellos), l’amie d’enfance de Malu à la voix merveilleuse qui rêve de devenir chanteuse malgré son mari, Augusto (Gustavo Vaz), politicien machiste et conservateur ; Thereza (Mel Lisboa), journaliste qui se bat pour l'émancipation des femmes. Elle est soutenue dans ses combats par son mari, Nelson (Alexandre Cioletti), frère d’Augusto, qui, comme elle, vit des relations libres avec d'autres hommes et femmes.

## Fiche technique
- Titre original : Coisa Mais Linda
- Réalisation : Caito Ortiz, Hugo Prata, Julia Rezende
- Scénario : Luna Grimberg, Giuliano Cedroni, Patricia Corso, Leonardo Moreira, Heather Roth
- Monteur : Federico Brioni, Tiago Feliciano, Maria Rezende, André Dias
- Directeur de la photographie : Dante Belluti, Rodrigo Carvalho, Ralph Strelow
- Musique : João Erbetta
- Producteur : Francesco Civita, Beto Gauss
- Société de production : Prodigo Films
- Pays d'origine :  Brésil
- Langue d'origine : portugais
- Lieux de tournage : Brésil
- Genre : Comédie dramatique, romance

## Distribution

### Acteurs principaux
- Maria Casadevall (VF : Olivia Luccioni) : Maria-Luíza Carone Furtado (Malú)
- Pathy Dejesus (VF : Annie Milon) : Adélia Araújo
- Fernanda Vasconcellos (VF : Caroline Pascal) : Lígia Soares
- Mel Lisboa (VF : Marie Chevalot) : Thereza Soares[2]
- Leandro Lima (en) (VF : Anatole de Bodinat) : Chico Carvalho
- Ícaro Silva (pt) (VF : Jonathan Amram) : Capitão
- Gustavo Vaz : Augusto Soares
- Alexandre Cioletti (VF : Benjamin Pascal) : Nelson Soares
- Gustavo Machado : Roberto

### Acteurs récurrents
- Thaila Ayala : Helô Albuquerque[3]
- João Bourbonnais (VF : Jean-Claude Donda) : Ademar Carone
- Ondina Clais : Ester Carone
- Larissa Nunes : Ivone Araújo
- Sarah Vitória : Conceição Araújo

### Invités
- Enrico Cazzola : Carlos Furtado Carone (Carlinhos)
- Cici Antunes : Lourdes
- Saulo Rodrigues : Prefeito Gomes
- Nilton Bicudo : Requião
- Rodrigo Candelot : Paulo Sérgio
- Bruna Guerin : Carla
- Ester Góes : Eleonora Soares
- Gabriel Miziara (VF : Françoua Garrigues) : Ludovico

## Liste des épisodes

### Saison 1
1. Épisode 01 : Bienvenue à Rio (22 mars 2019)
2. Épisode 02 : Interdit aux filles (22 mars 2019)
3. Épisode 03 : Déluge d'été (22 mars 2019)
4. Épisode 04 : La force des rêves (22 mars 2019)
5. Épisode 05 : Conséquences (22 mars 2019)
6. Épisode 06 : Lâcher prise (22 mars 2019)
7. Épisode 07 : Les fantôme de Noël (22 mars 2019)

### Saison 2
1. Épisode 01 : Je survivrai (21 juin 2020)
2. Épisode 02 : Pour le meilleur et pour le pire (21 juin 2020)
3. Épisode 03 : Comme une vraie Carloca (21 juin 2020)
4. Épisode 04 : Réservé aux femmes (21 juin 2020)
5. Épisode 05 : Une seconde chance (21 juin 2020)
6. Épisode 06 : Des choix difficiles (21 juin 2020)

## Bande Originale
La bande originale de la série a été composée et produite par João Erbetta.
Saison 1
1. "Ver o Mar (feat. Leandro Lima) (Versão Disco)"
2. "Ver o Mar (feat. Leandro Lima) (Versão Barco)"
3. "Luz do Seu Olhar (feat. Leandro Lima)"
4. "Para Ver Você (feat. Leandro Lima & Fernanda Vasconcellos)"
5. "Morning Song"
6. "Passions"
7. "Com que Roupa Eu Vou"
8. "Branca"
9. "Minha Vida (feat. Marcela Maita)"
10. "Nas Ruas do Rio (feat. Nuria Nogueira & Daniel de Paula)"
11. "O Samba É (feat. Nuria Nogueira)"
12. "Show do Capitão"